# 전국노동조합협의회
전국노동조합협의회(全國勞動組合協議會)는 대한민국에서 1990년에 결성하여 1995년에 해산한 노동조합의 상위단체이다. 민주노총의 설립과 함께 해산되었으며 약칭은 전노협(全勞協)이었다.

## 결성배경
1987년 민주화 운동과 함께 전국적인 민주노조 운동이 발생하였으며, 특히 7월부터 9월까지 전국적인 대규모 시위와 파업이 일어났다. 이러한 노동운동의 열기를 바탕으로 노동조합의 설립이 급증하였으며 소위 어용노조에 대항하는 민주노조를 설립하는 움직임이 활발하였다. 노동조합의 설립은 1989년 최대에 이르렀고 많은 노동조합에서 기존의 한국노총을 대신하는 새로운 상급단체의 필요성을 제기하게 되어 1989년 전국노동조합협의회의 준비를 위한 활동이 전개되었다.

## 결성
1990년 1월 22일 성균관대학교 자연과학캠퍼스(수원 소재)에서 창립대의원대회를 열고 단병호를 초대 위원장으로 선출하였다. 이날의 창립대회는 원래 서울대에서 열릴 예정이었으나 경찰의 원천봉쇄로 성균관대 수원캠퍼스로 옮겨 치러졌으며 창립대회 직후 130여명의 노동조합 관계자들이 연행되었다. 이날 전노협은 창립선언문에서 노동기본권의 쟁취, 비민주시대의 청산 등을 자신들의 과제로 선언하였다.

## 정부와의 관계
당시 정부는 복수노조를 금지하고 노동쟁의의 제3자 개입 등을 불법으로 규정하는 등 노동자에 대해 억압적인 정책을 펼치고 있었다. 이는 국제노동기구 등 국제기구가 문제점으로 지적하였으나 전노협의 해산과 민주노총 결성에 이를 때까지 바뀌지 않았다. 그 때문에 전노협은 법적 지위를 인정받지 못하였으며 주요 간부들은 대부분의 기간 동안 수배와 체포를 반복하였다.

## 주요 활동
전노협은 사회적 주요 현안에 대한 노동조합의 입장을 표명하고 노동자 권익 향상등을 위한 활동을 하였다.

## 해산
민주노총준비위가 활동하던 1995년에도 전노협은 정권의 탄압을 받았다. 양규헌 전노협 위원장은 현상수배되었고, 단병호 전위원장은 3자개입 구속, 문성현 사무총장의 구속, 대구노련 정우달, 박용선 의장의 구속, 마창노련 이승필 의장의 수배, 부양노련 문영만 의장의 구속, 광노협 김상진 의장의 구속, 부노협 박양희의장의 구속 등 어느 해보다 많은 지도부의 구속과 수배가 있었다. 이에 맞서 전노협은 한편으로 조직을 사수하고, 다른 한편으로는 전국민주노동조합총연맹의 건설을 위해 노력하였다. 1995년 11월 11일 전국민주노동조합총연맹이 결성된 후, 전노협은 12월 3일 발전적 해소를 선언하였다.

## 주요 인물
- 단병호
- 심상정

## 같이 보기
- 전국민주노동조합총연맹